# 양일고등학교
양일고등학교(楊一高等學校)는 대한민국 경기도 양평군 양평읍 양근리에 위치한 사립 고등학교이다.

## 학교 연혁
- 1967년 6월 25일 : 학교법인 정성학원 설립인가, 설립자 이철연
- 1969년 11월 20일 : 양평여자상업고등학교(3학급) 설립 인가, 초대 이병욱 교장 취임
- 1970년 1월 30일 : 개교식
- 1974년 12월 12일 : 교명 변경(양평여자종합고등학교)
- 1977년 10월 28일 : 조리 실습장 완공 (73m2), 정구장 개장(1,320m2)
- 1979년 12월 20일 : 보통과 3학급 증설인가로 18학급(1개 학년 보통과 2학급, 상업과 4학급)
- 1982년 9월 28일 : 강당 및 실내체육관 준공
- 1997년 9월 1일 : 교사(본관, 별관) 신축 준공(3,541m2)
- 1998년 10월 28일 : 별관(특별실) 신축
- 2000년 3월 2일 : 교명 변경(양일종합고등학교) 및 남녀 공학으로 전환
- 2004년 3월 2일 : 교명 변경(양일고등학교)
- 2006년 3월 1일 : 정경관 준공
- 2010년 8월 19일 : 보통과 1학급 증설인가로 24학급
- 2014년 3월 18일 : 급식소 및 기숙사 준공
- 2014년 3월 20일 : 다목적관 준공
- 2017년 3월 2일 : 제7대 이정엽 교장 취임
- 2020년 3월 1일 : 이선영 이사장 취임
- 2021년 2월 4일 : 제49회 졸업식 202명(총 12,318명)

## 참고 자료
- 양일고등학교 - 한국교육학술정보원 학교알리미